# Pat McAuley
Pat McAuley, (Coleraine, 17 maart 1944 – Donegal, 11 augustus 1984) was een Noord-Ierse rockmuzikant.
McAuley (alias John McAuley) kwam uit een muzikaal gezin in het provinciestadje Coleraine. Ierse volksmuziek maakte deel uit van de opvoeding en ook het leren bespelen van een instrument. Samen met zijn jongere broer Jackie McAuley vertrok hij begin jaren zestig naar Londen. Beiden waren sterk geïnspireerd door de rhythm and blues. Als organist kwam hij in contact met de groep Them. Toen hun toetsenist Eric Wrixon noodgedwongen de band moest verlaten, omdat zijn ouders de minderjarige Wrixon geen toestemming gaven een platencontract te tekenen, werd McAuley diens opvolger. Korte tijd later stapte drummer Ronnie Millings uit de band waarna Pat McAuley hem opvolgde als drummer. Zijn broer Jackie trad tot de groep toe als organist.
In de zomer van 1965 verliet ook hij Them. Op een aantal nummers van de LP The Angry Young Them (1965) is zijn drumspel te beluisteren. Ook zit hij achter de drums op een van de weinige filmfragmenten van een optreden van Them, gemaakt op 11 april 1965 tijdens het New Musical Express Poll Winners Concert.
Na Them was McAuley nog betrokken bij de vorming van een Them-kloon: Belfast Gypsies. Aanvankelijk probeerde deze band, die medio 1965 werd opgericht, de naam Them te claimen. Met de beide broers McAuley, waarvan Jackie als zanger en Pat aanvankelijk op orgel, later op drums en gitarist Billy Harrison was het Them-gehalte ook groot. Aangezien Van Morrison en Alan Henderson verdergingen met Them, ontstond de naam Belfast Gypsies, ook wel Them Belfast Gypsies. Na een aantal singles en een LP hield de band het voor gezien.
McAuley verliet daarna de muziekwereld en kreeg een baan in het Ierse Donegal, waar hij op veertigjarige leeftijd stierf.
1. ↑  https://concerts.fandom.com/wiki/Them